# Bharati Achrekar
Bharati Achrekar (en marathi : भारती आचरेकर) est une actrice indienne d'expression marathi et hindi, née le 15 octobre 1957.

## Biographie
Bharati Achrekar est la fille de la chanteuse classique Manik Varma (en) et la sœur de l'actrice Vandana Gupte (en) et de la chanteuse Rani Varma (en).
Elle joue dans des films de Bollywood dans les années 1980 et se fait connaître grâce à la sitcom Wagle Ki Duniya (en). En 2015, elle joue un rôle principal dans la comédie Sumit Sambhal Lega (en).

## Filmographie

### Au cinéma
| - 1980 : Apne Paraye (hindi) - 1982 : Brij Bhoomi : Braj Bhasha - 1985 : Sanjog (hindi) - 1985 : Sur Sangam (hindi) - 1986 : Chameli ki Shaadi (hindi) - 1989 : Eshwar (hindi) - 1992 : Beta (hindi) - 2000 : Phir Bhi Dil Hai Hindustani (hindi) - 2002 : Zindagi Khoobsoorat Hai (hindi) - 2006 : Divasen Divas (marathi) - 2003 : Flavors (anglais) - 2004 : Saatchya Aat Gharat (marathi) | - 2008 : Ugly Aur Pagli (hindi) - 2008 : Valu (marathi) - 2009 : Aage se Right (hindi) - Ardhangi (marathi) - 2011 : Desi Boyz (marathi) - 2011 : Rascals (hindi) - 2012 : Fatso! (hindi) - 2013 : Chashme Baddoor (hindi) - 2013 : The Lunchbox (hindi) - 2017 : FU: Friendship Unlimited (marathi) - 2017 : Patel Ki Punjabi Shaadi - 2017 : Poster Boys |

### À la télévision
| - Kachchi Dhoop (hindi) - Shrimati Sharma Na Kehti Thi (hindi) - Kya Hoga Nimmo Ka (hindi) - Wagle Ki Duniya (hindi) - Lapataganj : Saas de Mukundi lal | - Chidiya Ghar : Billoo Bua - Sumit Sambhal Lega : Dolly (mère de Sumit) - Main Kab Saas Banoongi - Siya Ke Ram |